# Reprezentacja Irlandii w piłce ręcznej mężczyzn
Reprezentacja Irlandii w piłce ręcznej mężczyzn to narodowy zespół piłkarzy ręcznych Irlandii. Reprezentuje swój kraj w rozgrywkach międzynarodowych. Dotychczas nie udało mu się uczestniczyć w wielkiej imprezie..

## Występy wMistrzostwach Świata[2]
- Brak udziału

## Występy wigrzyskach olimpijskich[3]
- Brak udziału

## Występy wmistrzostwach Europy[4]
- Brak udziału